# 吴铨叙
吴铨叙（1939年4月—），江苏常熟人，中国人民解放军上将。
1954年7月，参加中国人民解放军，历任实习排长、排长、文化教员、团司令部侦察参谋、炮兵团连长、炮兵室参谋、副主任、副团长、团长、师参谋长、师长。1983年，担任中国人民解放军第1军参谋长，参与两山战役。1985年，任中国人民解放军第1集团军政委。1988年9月，授少将军衔。1990年，任该集团军军长。1992年，升任总参谋长助理。1994年，晋升中将军衔。次年，担任中国人民解放军副总参谋长，2000年6月晋升上将军衔。